# Municipio de Acton (Minnesota)
El municipio de Acton (en inglés: Acton Township) es un municipio ubicado en el condado de Meeker en el estado estadounidense de Minnesota. En el año 2010 tenía una población de 375 habitantes y una densidad poblacional de 4,1 personas por km².

## Geografía
El municipio de Acton se encuentra ubicado en las coordenadas 45°6′56″N 94°42′20″O / 45.11556, -94.70556. Según la Oficina del Censo de los Estados Unidos, el municipio tiene una superficie total de 91.54 km², de la cual 85,88 km² corresponden a tierra firme y (6,18 %) 5,66 km² es agua.

## Demografía
Según el censo de 2010, había 375 personas residiendo en el municipio de Acton. La densidad de población era de 4,1 hab./km². De los 375 habitantes, el municipio de Acton estaba compuesto por el 97,6 % blancos, el 1,07 % eran asiáticos, el 1,33 % eran de otras razas. Del total de la población el 1,6 % eran hispanos o latinos de cualquier raza.